# Thea Sybesma Award
De Thea Sybesma Award is een Nederlandse prijs die wordt uitgereikt aan de opmerkelijkste vrouwelijke triatleet van het jaar. De prijs is vernoemd naar triatleet Thea Sybesma en bestaat uit een litho en een cheque voor een trainingsstage. Zowel Yvonne van Vlerken als Rachel Klamer won deze prijs vijfmaal.
De "mannelijke" versie van deze prijs is de Rob Barel Award.

## Winnaars
- 2000 - Thea Sybesma
- 2001 - Irma Heeren
- 2002 - Wieke Hoogzaad
- 2003 - Marianne Vlasveld
- 2004 - onbekend
- 2005 - Mariska Kramer
- 2006 - Yvonne van Vlerken
- 2007 - Yvonne van Vlerken
- 2008 - Yvonne van Vlerken
- 2009 - Ruth van der Meijden
- 2010 - Rachel Klamer
- 2011 - Danne Boterenbrood
- 2012 - Maaike Caelers
- 2013 - Yvonne van Vlerken
- 2014 - Maaike Caelers
- 2015 - Rachel Klamer
- 2016 - Rachel Klamer
- 2017 - Yvonne van Vlerken [1]
- 2018 - Rachel Klamer [2]
- 2019 - Rachel Klamer [3]